# 长迫吉拓
长迫吉拓（日语：／ Nagasako Yoshitaku，1993年9月16日—），日本男子自行车运动员。他曾代表日本参加2018年亚洲运动会自行车比赛，获得一枚金牌。他也曾参加2016年和2020年夏季奥林匹克运动会。